# British Computer Society
De British Computer Society (vertaald: de Britse computergemeenschap) is een wetenschappelijk genootschap dat mensen vertegenwoordigt die werken in de IT zowel in het Verenigd Koninkrijk als internationaal. Het genootschap werd opgericht in 1957 en noemt zich vanaf 2009 BCS: The Chartered Institute for IT. Sinds 1966 staat het officieel geregistreerd als een liefdadigheidsorganisatie. De organisatie heeft meer dan 82 000 leden in meer dan 100 landen. De organisatie probeert een link te zijn tussen het bedrijfsleven, zakenleven en de academische wereld. Het is de enige organisatie die royal charters mag uitdelen op het gebied van IT.

## Geschiedenis
De voorloper van de BCS was de "London Computer Group", opgericht in 1956. De eerste voorzitter van de BSC was Maurice Wilkes, die deze taak drie jaar lang uitvoerde. Na hem werd er jaarlijks een nieuwe voorzitter verkozen.
In 1976 werd Edward Windsor patroon van de British Computer Society.
Nadat de organisatie in 2007 irrelevant werd genoemd, besloot de organisatie een nieuwe naam te kiezen en zich te heroriënteren.

## Structuur
De organisatie heeft 45 regionale takken, 13 internationale takken en ongeveer 50 specialist groups: groepen met specialisten op een bepaald onderwerp.

### Specialist groups
- APSG (Advanced Programming Group)
- Artificial Intelligence
- ASSIST
- BCSWomen (Vrouwen in IT)
- British APL Association
- Business Change
- Business Information Systems
- Computer Arts Society
- Computer Conservation Society
- Configuration Management
- Consultancy
- Cybernetic Machine
- DCSG (Data Centre Specialist Group)
- Data Management
- Disability
- Electronic Publishing
- ELITE (Effective Leadership in Information Technology)

- Enterprise Architecture
- Financial Services
- BCS-FACS (Formal Aspects of Computing Science)
- Fortran
- Geospatial
- Green IT
- Health Informatics (Interactive Care)
- Health Informatics (London and South East)
- Health Informatics (Northern)
- Health Informatics (Nursing)
- Health Informatics (Primary Health Care)
- Health Informatics (Schotland)
- Independent Computer Contractors (ICC)
- Learning & Development (L&D)
- Information Retrieval
- Information Risk Management and Assurance (IRMA)
- Information Security
- Interaction (vroeger HCI)

- Internet
- IT Can Help
- Law
- Methods and Tools
- Natural Language Translation
- Open Source
- Parallel Processing
- Payroll
- Project Management (PROMS-G)
- Quality
- Requirements Engineering (RESG)
- Scottish Testing
- Service Management
- Sociotechnical
- Software Practice Advancement (SPA)
- Software Process Improvement Network (SPIN-UK)
- Software Testing
- Young Professionals Group (YPG)